# Germaine Reuver
Germaine Jeanne Françoise Reuver née le 20 novembre 1885 dans le 18e arrondissement de Paris et morte le 22 juillet 1953 à Sandillon (Loiret), est une comédienne française.

## Biographie
Élève d'Eugène Silvain au conservatoire, après un deuxième accessit en 1907 dans Le Dépit amoureux, elle obtient le premier prix de comédie en 1908. Elle pose alors pour une publicité des parfums Lenthéric qui parait dans l'illustration du 17 octobre 1908.
Elle mène ensuite parallèlement une carrière au théâtre et au cinéma.
Elle épouse le 27 octobre 1920 dans le 17e arrondissement Maurice Georges Alexandre Laffly, pilote lors de la Première Guerre mondiale, héritier des entreprises du même nom. Le couple a une fille en 1923, puis divorce en 1943.

## Théâtre
- 1908: Au Théâtre de l'Odéon, Le cœur et la dot (Nanon la chercheuse), Poil de Carotte
- 1909: Au Théâtre de l'Odéon, L'École des femmes (Georgette), La dévotion à la croix, Flipotte[7], David Copperfield[8]
- 1910: Au Théâtre Comédie-Royale, Le Pharmacien de Max Maurey (La petite fille)
- 1911: Aux Variétés, Midinettes de Louis Artus (Gringalette)
- 1912: Au Chatelet, Le Roi de l'or de Victor Darlay et Henry de Gorsse (Yvette)[9]
- 1913: Au Théâtre Michel: l'Ingénu de Charles Méré et Régis Gignoux (Mme de Kerkabon)
- 1913: Zizi Pam Pam's de Henry de Gorsse[10]
- 1914: Au Théâtre Michel: La Petite bouche
- 1914: Palsambleu de Sacha Guitry (Hélène)
- 1952: Au Théâtre de L'Ambigu, Pauvre Monsieur Dupont de Raymond Vincy, mise en scène Alice Cocéa

## Filmographie partielle
- 1908 : Ali Baba de Georges Denola
- 1908 : Tarquin le Superbe de Albert Capellani
- 1908 : Benvenuto Cellini de Albert Capellani
- 1909 : Rigadin et la Jolie Manucure de Georges Monca
- 1910 : Rigadin a perdu son monocle de Georges Monca
- 1911 : Rigadin tzigane de Georges Monca
- 1911 : Le Prix de vertu d'Albert Capellani
- 1911 : Le Meilleur Ami de Rigadin de Georges Monca
- 1911 : Rigadin ne sortira pas (Rigadin ne peut pas sortir) de Georges Monca
- 1911 : Votre femme vous trompe de Georges Monca
- 1911 : Rigadin fait de la contrebande de Georges Monca
- 1911 : Rigadin n'aime pas le vendredi 13  de Georges Monca
- 1911 : Rigadin se trompe de fiancée de Georges Monca
- 1911 : Le Bon Roi Dagobert de Georges Monca
- 1912 : Rigadin et la Baguette magique de Georges Monca
- 1912 : Les Conquêtes de Rigadin de Georges Monca
- 1912 : Rigadin avale son ocarina de Georges Monca
- 1912 : Rigadin rosière de Georges Monca
- 1912 : Rigadin cuisinier malgré lui de Georges Monca
- 1912 : Rigadin et la Divorcée récalcitrante  de Georges Monca
- 1912 : Rigadin mange à bon compte de Georges Monca
- 1915 : Rigadin et Miss Margaret (Rigadin et Miss Marguett) de Georges Monca
- 1915 : Rigadin et la Jolie Manucure de Georges Monca
- 1931 : Les Ruines de Gallefontaine de Marco de Gastyne - court métrage -
- 1931 : Plein la vue de Nico Lek et Edmond Carlus - court métrage -
- 1932 : En douane - court métrage -
- 1933 : Miss Helyett de Hubert Bourlon et Jean Kemm: La señora
- 1933 : Le Grand Bluff de Maurice Champreux
- 1934 : Un gosse pour 100.000 francs de Gaston Schoukens : La nourrice
- 1934 : Les Deux Papas de Carlo Felice Tavano - court métrage -
- 1934 : Dernière Heure de Jean Bernard-Derosne
- 1934 : La Caserne en folie de Maurice Cammage
- 1934 : Le Billet de mille de Marc Didier
- 1934 : Lac aux dames de Marc Allégret
- 1934 : Pour un piano de Pierre Chenal - court métrage -
- 1934 : L'Auberge du petit dragon de Jean de Limur
- 1935 : Son Excellence Antonin de Charles-Félix Tavano
- 1935 : La Rosière des halles de Jean de Limur
- 1935 : Pension Mimosas de Jacques Feyder
- 1935 : La Marmaille de Dominique Bernard-Deschamps
- 1935 : La Fille de Madame Angot de Jean-Bernard Derosne
- 1935 : Le Contrôleur des wagons-lits de Richard Eichberg
- 1935 : Variétés, de Nicolas Farkas
- 1935 : La Clé des champs de Pierre-Jean Ducis - court métrage -
- 1935 : Titres exceptionnels de Hubert Bourlon - court métrage -
- 1936 : Coup de vent de Jean Dréville et Giovacchino Forzano
- 1936 : La Tendre Ennemie de Max Ophüls : Aunt Jette
- 1937 : L'amour veille de Henry Roussell: Rose
- 1938 : Prince de mon cœur de Jacques Daniel-Norman
- 1942 : Caprices de Léo Joannon: La 'mère'
- 1942 : L'Amant de Bornéo de Jean-Pierre Feydeau et René Le Hénaff : Madame Charles
- 1942 : Vie privée de Walter Kapps : Madame Pascal
- 1942 : Signé illisible de Christian Chamborant : Madame Lavergne
- 1943 : L'Inévitable Monsieur Dubois de Pierre Billon : Sophie
- 1943 : Défense passive de Jean Perdrix - court métrage -
- 1947 : Mademoiselle s'amuse de Jean Boyer
- 1949 : Millionnaires d'un jour de André Hunebelle : La vendeuse
- 1950 : Piédalu en voyage de Jean Loubignac - court métrage -
- 1950 : Les raisons de Piédalu de Jean Loubignac - court métrage -
- 1950 : Le Rosier de Madame Husson de Jean Boyer : Nicoline
- 1951 : Caroline chérie de Richard Pottier : Citoyenne Poilu
- 1951 : Ombre et Lumière de Henri Calef : La patronne
- 1951 : Garou-Garou, le passe-muraille de Jean Boyer: Mme Ménard, la concierge
- 1951 : Piédalu à Paris de Jean Loubignac : Mme. Piédalu
- 1951 : Seul dans Paris de Hervé Bromberger : Mathilde
- 1951 : Deux sous de violettes de Jean Anouilh
- 1951 : La Poison de Sacha Guitry : Blandine Braconnier
- 1951 : Nous irons à Monte-Carlo de Jean Boyer : La concierge
- 1952 : Poil de carotte de Paul Mesnier : Mme Serain
- 1952 : Mon curé chez les riches d'Henri Diamant-Berger
- 1953 : Le Témoin de minuit de Dimitri Kirsanoff : Léone, la bonne
- 1953 : C'est arrivé à Paris de Henri Lavorel : Madame Poteau
- 1953 : Minuit Quai de Bercy de Christian Stengel : Mlle Virginie, l'habilleuse
- 1953 : Le Père de Mademoiselle de Marcel L'Herbier : Agathe
- 1953 : Les Compagnes de la nuit de Ralph Habib